# Heilig Hartkerk (Breda)
Heilig Hart van Jezus Kerk is een kerk aan de Baronielaan nabij de binnenstad in Breda. Het behoorde oorspronkelijk tot Teteringen. De parochie werd opgericht op 17 november 1899 en was gericht op de gelovigen van Princenhage, Ginneken en Teteringen.
De kerk werd na 1900 gebouwd naar een ontwerp van P.J. van Genk, indertijd de belangrijkste kerkarchitect van het Bisdom Breda. Het is een driebeukige kruiskerk in neogotische stijl en is, zoals gebruikelijk bij Van Genk, grotendeels opgetrokken uit baksteen maar met een prominent decoratief gebruik van natuursteen. De voorgevel, met terzijde staande toren, is in veel opzichten het spiegelbeeld van Van Genks kerk te Culemborg uit 1886. Tussen 1929 en 1931 werden het transept en het koor aangebouwd, naar een ontwerp van Jan Stuyt.In 1949 is de Mariakapel voorzien van wandschilderingen door de Friese schilder Jacob Ydema.

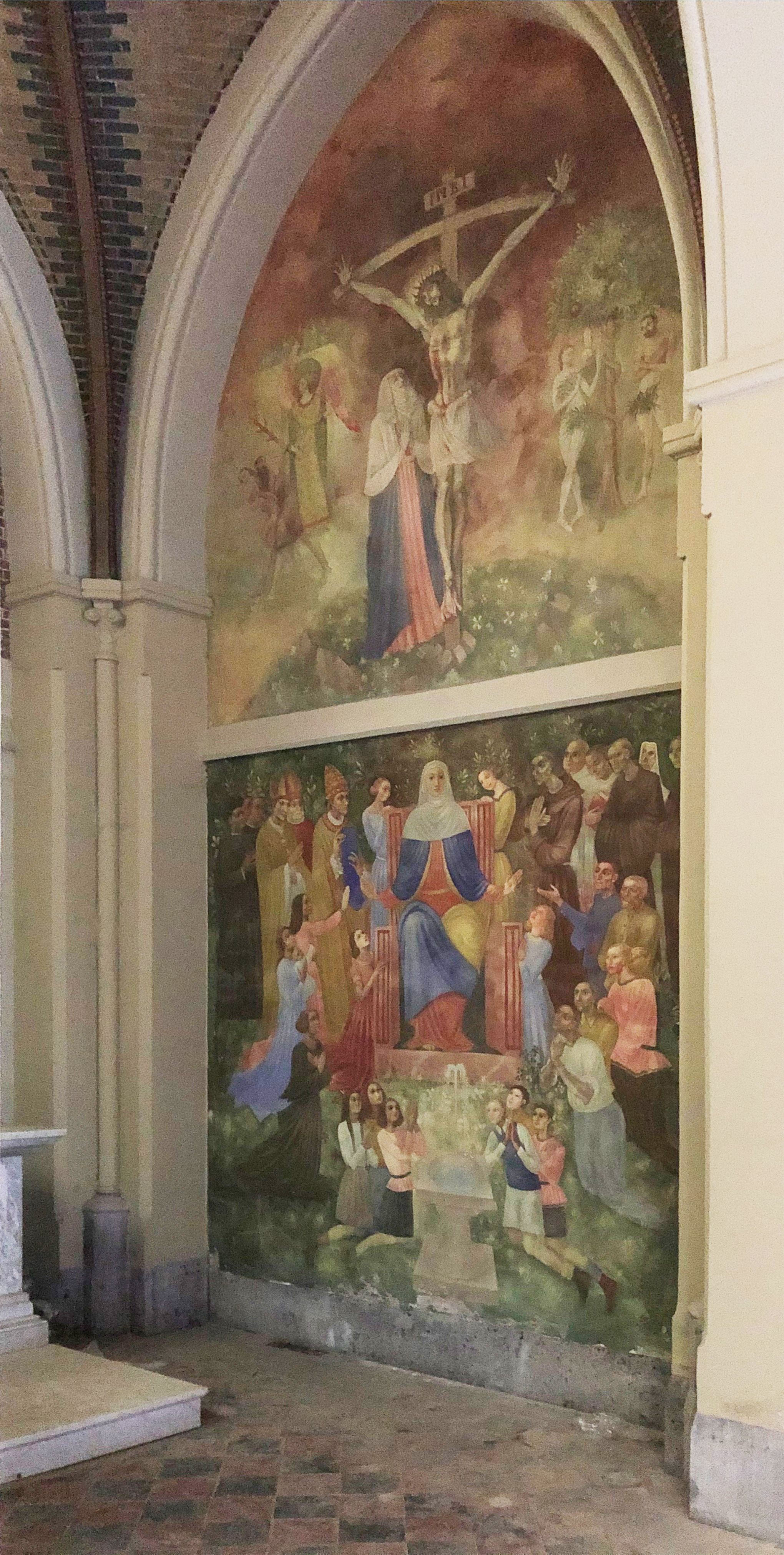
Mariakapel, H.Hartkerk Breda

Aan de rechterzijde van het altaar van de Mariakapel is bovenaan een voorstelling te zien van de kruisiging van Jesus, met naast hem Maria. Op de achtergrond is het ontstaan van de erfzonde te zien en de verdrijving van Adam en Eva uit het Paradijs. Het paneel daaronder toont Maria als middelares, een voorbeeld van volksdevotie rond Maria. Aan de linkerzijde van het altaar zijn legendes afgebeeld rond een Maria-ikoon, de Onze-Lieve-Vrouw van Altijddurende Bijstand. Ydema wordt in de literatuur beschouwd als vertegenwoordiger van de zogenoemde barokke school uit de tijd van het Interbellum. De kapel in Breda is echter een voorbeeld van de rijpere stijl van de kunstschilder, zie wordt gekenschetst door een hoge maat van stilering, zoals ook zijn kerkschilderingen in Nieuw-Dijk, St. Isidorushoeve en Groessen.
De Heilig-Hartkerk is sinds 1986 niet meer als kerk in gebruik. Later werd de kerk verkocht aan een projectontwikkelaar, die op deze plaats een appartementencomplex wilde bouwen. 24 juni 1990 werd het negentigjarig bestaan gevierd met een openluchtmis. In 2000 werd een sloopvergunning afgegeven, maar de sloop werd niet uitgevoerd, mede doordat de kerk werd bezet door krakers. Later werd de vergunning ingetrokken. In 2004 kreeg de inmiddels sterk vervallen kerk de status van Rijksmonument. In de kerk worden thans alsnog appartementen gerealiseerd in de kerk, maar de Mariakapel blijft behouden en blijft toegankelijk als devotiecentrum.